# Instytut Kolejnictwa
Instytut Kolejnictwa (w skrócie IK) – instytut badawczy, którego główną działalnością jest prowadzenie badań naukowych i prac rozwojowo-badawczych związanych z transportem kolejowym. Jego siedziba znajduje się w Warszawie, w dzielnicy Praga-Południe, na Grochowie, przy ul. Józefa Chłopickiego 50. Instytut posiada również tor doświadczalny o długości 7,7 km zlokalizowany w Węglewie koło Żmigrodu, służący m.in. do testowania pojazdów szynowych i ich elementów oraz sieci trakcyjnej.

## Historia
Zarządzeniem Ministra Kolei z 30 maja 1951 na bazie Referatu Doświadczalnego Parowozów Ministerstwa Komunikacji powstał Instytut Naukowo-Badawczy Kolejnictwa (w skrócie INBK), któremu jednocześnie nadano statut. Z referatu tego utworzono instytutowy Zakład Pojazdów Szynowych oraz Centralne Laboratorium Badawcze, a dodatkowo zorganizowano Zakład Drogowy i Zakład Eksploatacji oraz Dział Dokumentacji. W kolejnych latach powstały kolejne zakłady i laboratoria. Pierwsza siedziba instytutu znajdowała się przy ul. Hożej w Warszawie. Prowadził on prace badawcze dla kolejnictwa, które ze względu na niedostateczny rozwój bazy laboratoryjnej i lokalowej miały jednak marginalne znaczenie. W 1957 została podjęta decyzja o budowie ośrodka badawczego na Olszynce Grochowskiej i rozpoczęto budowę jego hal.

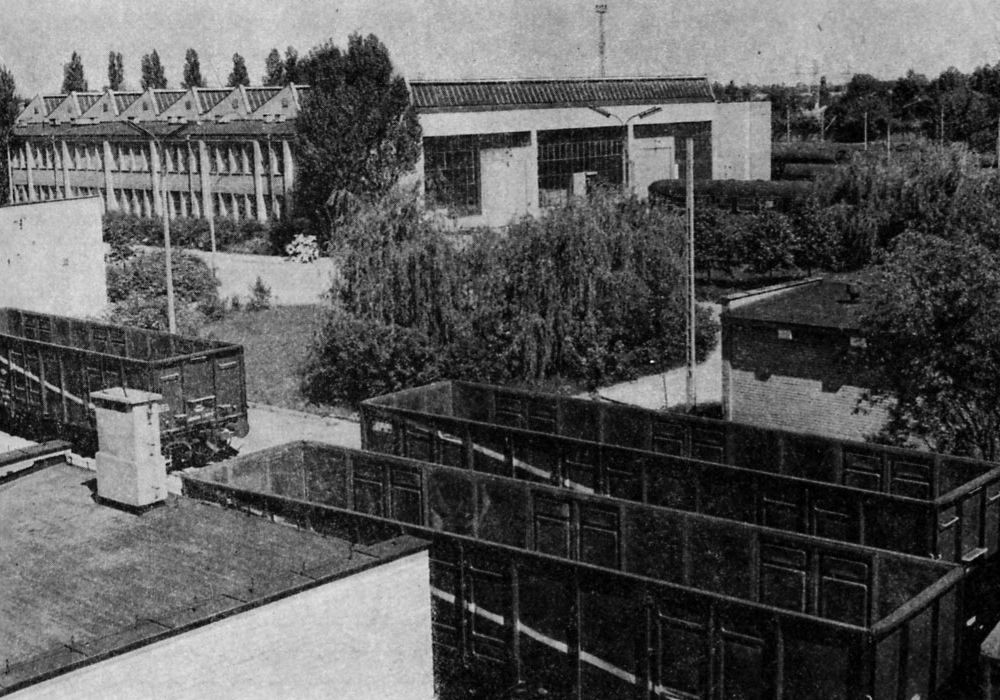
Teren COBiRTK na Grochowie

20 czerwca 1958, na mocy uchwały Rady Ministrów, instytut został przekształcony z jednostki budżetowej w jednostkę organizacyjną Polskich Kolei Państwowych o nazwie Centralny Ośrodek Badań i Rozwoju Techniki Kolejnictwa (w skrócie COBiRTK). Przekształceniu towarzyszyła reorganizacja, mająca na celu zbliżenie jednostki do potrzeb eksploatacji kolei. Rok później podmiot przeniósł się na Olszynkę Grochowską. Na terenie o powierzchni 11 ha połączonym ze stacją Warszawa Grochów zbudowano m.in. halę pojazdów szynowych ze stanowiskami badawczymi, halę badań konstrukcyjno-materiałowych, halę drogową, laboratorium napędów oraz ośrodek maszyn i aparatury. Zadaniem COBiRTK było wykonywanie prac badawczych, a także pełnienie funkcji koordynatora rozwoju techniki kolejowej. Usytuowanie w strukturze PKP dawało mu teoretycznie możliwość wpływania na parametry i konstrukcje nowo powstających pojazdów szynowych, gdyż jednostka w uzgodnieniu z PKP opracowywała dane wyjściowe dla nowych pojazdów, a następnie opiniowała i zatwierdzała założenia konstrukcyjne i dokumentację na kolejnych etapach jej tworzenia. W praktyce jednak stan techniczny krajowego transportu kolejowego i przemysłu oraz brak możliwości korzystania z technicznych osiągnięć Europy Zachodniej nie pozwalały na rozwój i wdrażanie projektów proponowanych przez COBiRTK. Jedynym wyjątkiem stał się zrealizowany pod koniec lat 50. XX w. zakup 20 brytyjskich elektrowozów oznaczonych na PKP serią EU06 oraz licencji na dalszą ich produkcję w kraju pod oznaczeniem EU07. COBiRTK brał czynny udział w przygotowaniu tej transakcji, a następnie zaadaptował angielską dokumentację do polskich warunków produkcyjnych.
12 października 1987 zarządzeniem Ministra Komunikacji nazwę instytutu zmieniono na Centrum Naukowo-Techniczne Kolejnictwa (w skrócie CNTK). Do końca PRL podmiot wykonał szereg prac i projektów oraz kilka prototypowych pojazdów, jednak ze względu na panującą wówczas gospodarkę centralnie sterowaną, a co za tym idzie nastawienie przemysłu na realizację odgórnie narzuconych planów produkcji, proponowane nowe rozwiązania nie zostały wdrożone. W 1996 do użytku został oddany budowany od lat 80. tor doświadczalny zlokalizowany w okolicach Żmigrodu. 29 listopada 1999 decyzją Ministra Transportu i Gospodarki Morskiej CNTK zostało wydzielone ze struktur zrestrukturyzowanego i skomercjalizowanego PKP. Utworzono samodzielną państwową jednostkę badawczo-rozwojową podporządkowaną bezpośrednio ministrowi właściwemu do spraw transportu.
20 maja 2010 na mocy zarządzenia Ministra Infrastruktury powołano Instytut Kolejnictwa (w skrócie IK). Jego siedziba mieści się przy ul. Józefa Chłopickiego 50 w Warszawie, a jego dyrektorem od 2006 był Andrzej Żurkowski. 3 sierpnia 2016 instytut został upoważniony przez prezesa Urzędu Transportu Kolejowego do wykonywania badań technicznych potrzebnych do uzyskania świadectw dopuszczenia do eksploatacji typu oraz do stwierdzania zgodności z typem i wydawania certyfikatów zgodności typu.

## Działalność

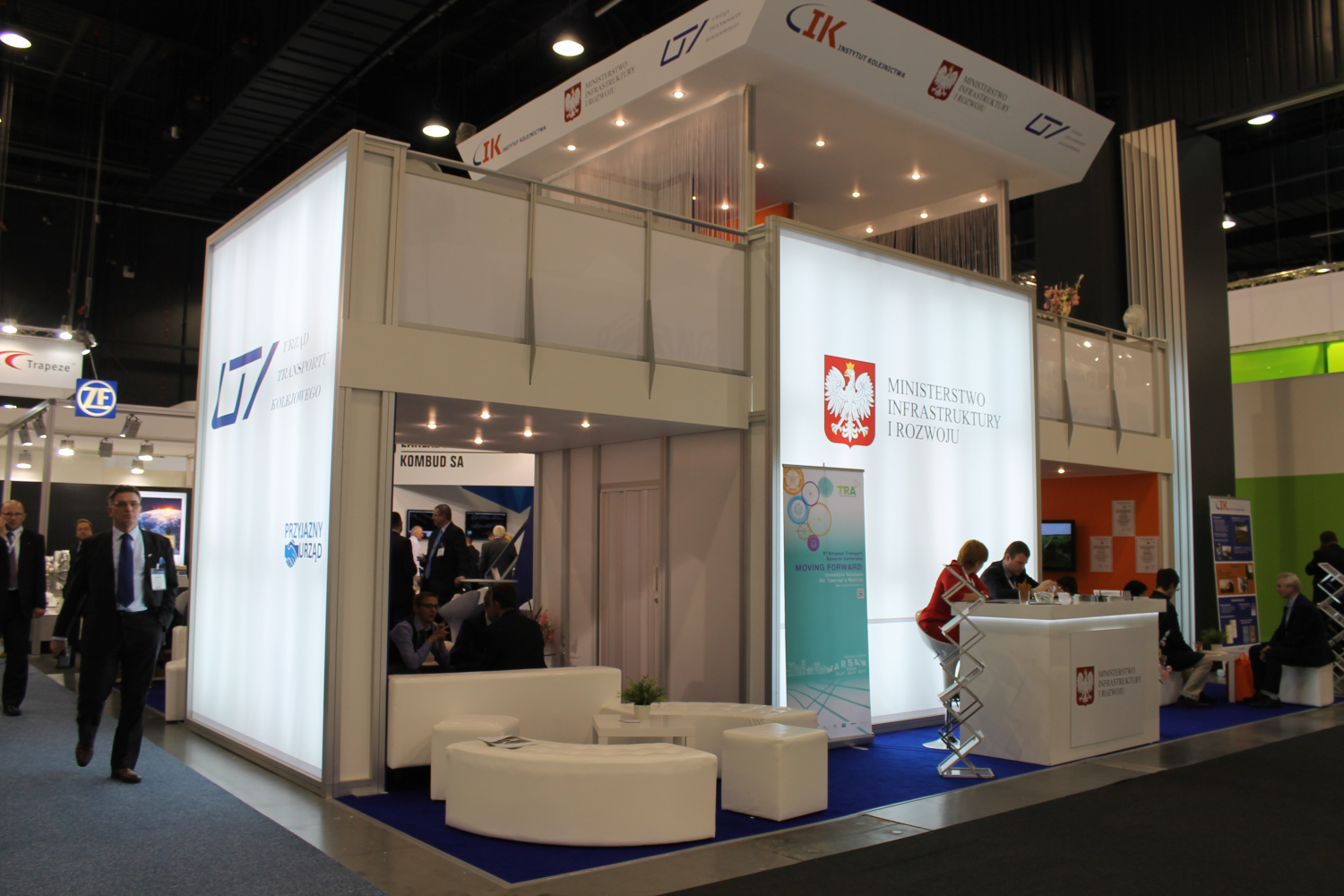
Stoisko Instytutu Kolejnictwa na targach Trako 2015

Przedmiotem działań instytutu są prace naukowe i badawczo-rozwojowe z dziedzinach:
- dróg kolejowych i dróg miejskiego transportu szynowego,
- pojazdów szynowych,
- przewozów pasażerów i ładunków oraz logistyki i analiz rynku transportowego,
- sterowania ruchem i automatyki,
- telekomunikacji i teleinformatyki,
- sieci trakcyjnej, zasilania trakcji elektrycznej oraz urządzeń i systemów nietrakcyjnych,
- materiałów oraz elementów, zespołów i konstrukcji, stosowanych w transporcie szynowym,
- ochrony środowiska naturalnego oraz dostępności transportu szynowego dla osób niepełnosprawnych,
- bezpieczeństwa publicznego i technicznego w transporcie szynowym,
- wykorzystania transportu szynowego dla obronności kraju,
- analiz ekonomicznych w transporcie szynowym,
- modelowania systemów i procesów transportu szynowego[10].

Do zakresu działania Instytutu należy:
- rozwiązywanie złożonych problemów modernizacji infrastruktury kolejowej i miejskiego transportu szynowego,
- doskonalenie technologii przewozów pasażerów i ładunków środkami transportu szynowego,
- zmniejszanie ryzyka eksploatacji transportu szynowego w warunkach jego normalnego działania i w stanach zagrożeń,
- naukowo-techniczne wsparcie projektowania, budowy i eksploatacji kolei dużych prędkości,
- zintegrowanie polskiej sieci kolejowej z siecią europejską,
- minimalizacja oddziaływań transportu szynowego na środowisko naturalne oraz ułatwienie dostępu do tego transportu osobom niepełnosprawnym[10].

## Nagrody i wyróżnienia
- 2013 – nagroda w IX edycji konkursu „Człowiek Roku – Przyjaciel Kolei” w kategorii Przyjaciel Kolei podczas III Kongresu Kolejowego[11]
- 2015 – wyróżnienie ministra gospodarki Janusza Piechocińskiego za innowacyjność w prowadzonej działalności naukowo-badawczej[12]